# Borova (Leposavić)
Pour les articles homonymes, voir Borova.
Borova en serbe latin et Borovë en albanais (en serbe cyrillique : Борова) est une localité du Kosovo située dans la commune/municipalité de Leposavić/Leposaviq, district de Mitrovicë/Kosovska Mitrovica. Selon des estimations de 2009 comptabilisées pour le recensement kosovar de 2011, elle compte 292 habitants, dont une majorité de Serbes.

## Géographie
Borova/Borovë est située à 10 km au nord de Leposavić/Leposaviq, sur la rive gauche de l'Ibar.

## Démographie

### Évolution historique de la population dans la localité
| 1948 | 1953 | 1961 | 1971 | 1981 | 1991 | 2009 |
| ---- | ---- | ---- | ---- | ---- | ---- | ---- |
| 253  | 276  | 304  | 264  | 195  | 298  | 292  |

|  |